# Rivière Manicouagan
Der Rivière Manicouagan ist ein 200 km langer Fluss in der Verwaltungsregion Côte-Nord der kanadischen Provinz Québec.

## Flusslauf
Der Rivière Manicouagan wurde durch den Daniel-Johnson-Staudamm zum Réservoir Manicouagan aufgestaut. Unterhalb des Staudamms fließt der Rivière Manicouagan etwa 200 km bis zu seiner Mündung in das Nordufer des Ästuars des Sankt-Lorenz-Stromes. Entlang dem Flusslauf des Rivière Manicouagan befinden sich mehrere Staudämmen und Wasserkraftwerke. Die Mündung befindet sich bei der Kleinstadt Baie-Comeau. Einschließlich seines Quellflusses Rivière Mouchalagane beträgt seine Fließlänge 560 km. Es wird angenommen, dass der Name aus der Innu-Sprache kommt und „wo Birken gefunden werden“ bedeutet.

## Wasserkraftnutzung
Mehrere Staudämme und Wasserkraftwerke liegen entlang dem Flusslauf des Rivière Manicouagan. In Abstromrichtung sind dies (einschließlich dem Manicouagan-Stausee):
| Staudamm                   | Lage | Wasserkraftwerk    | Leistung [MW] | Betreiber              |
| -------------------------- | ---- | ------------------ | ------------- | ---------------------- |
| Barrage Daniel-Johnson     | (⊙)  | Manic-5-PA Manic-5 | 1064 1596     | Hydro-Québec           |
| Barrage Manic-3            | (⊙)  | René-Lévesque      | 1244          | Hydro-Québec           |
| Barrage secondaire Manic-3 | (⊙)  |                    |               | Hydro-Québec           |
| Barrage Manic-2            | (⊙)  | Jean-Lesage        | 1145          | Hydro-Québec           |
| Barrage Manic-1            | (⊙)  | Manic-1            | 184           | Hydro-Québec           |
| Barrage McCormick          | (⊙)  | McCormick          | 304           | Hydro-Québec und Alcoa |